# Livre parisis
La livre parisis (ou livre de Paris, notée lp) était une monnaie de compte utilisée en France à partir du Moyen Âge et jusqu'au XVIIe siècle, en référence aux espèces monétaires fabriquées par l'atelier de Paris. À partir du XIIIe siècle, elle coexiste avec la livre tournois avant d'être interdite en avril 1667.

## La réforme carolingienne
Succédant au système monétaire romain, la livre parisis devient la monnaie de compte officielle du domaine royal à compter du règne de Pépin le Bref qui, en 755, dans l’article 27 (« De moneta ») du « Capitula Synodi Vernensis », ordonne qu’il ne soit pas frappé plus de 22 sols dans une livre. En 779, Charlemagne, son successeur, indique dans son capitulaire (« Decretale Precum Quorundam Episcoporum ») que la livre équivaut à 20 sols. Toutefois, il ne sera frappé durant cette période que des deniers en argent, lequel reste l'unité de compte courante. 
Les premiers ateliers monétaires parisiens réellement productifs apparaissent sous Philippe Ier.
Le système de conversion duodécimal est le suivant : 1 livre parisis = 20 sols = 240 deniers, sachant que : 1 sol = 12 deniers.
La livre carolingienne équivalait à +/- 409 g. La pièce de 1 denier en argent pesait 1,704 g. Le ratio d'argent fin contenu dans le denier était variable (25 à 50 % en moyenne), composant un alliage appelé billon.

## Double système
En 1203, la Touraine est rattachée au domaine royal de Philippe II. La monnaie officielle devient alors la livre tournois, frappée d'abord à Tours. Les deux livres vont coexister, sachant que la valeur de la livre parisis s'établit à 1,25 livre tournois (soit 1 lp = 25 sols tournois).
Entre 1263 et 1266, Saint Louis réévalue la livre tournois, celle-ci chassant l'ancienne monnaie qui toutefois persista dans le nord de la France (Artois) et en Flandre. La livre tournois devient l'équivalent de 80,88 g d'argent pur, et la livre parisis vaut alors l'équivalent de 101,1 g d'argent pur. 
En avril 1667, Louis XIV, par une ordonnance (« Ordonnance civile touchant la réformation de la justice », Saint-Germain-en-Laye, titre XXVII, art 18), donne l’obligation de compter dorénavant par livres, sous et deniers, mais sans distinction de système. Les anciennes valeurs parisis, temporairement admises, doivent être désormais réévaluées et converties en livres tournois.